# ماجالي سولير
ماجالي سولير (بالإسبانية: Magaly Solier)‏ هي ملحنة ومغنية وممثلة بيروفية، ولدت في 11 يونيو 1986 بهوانتا في بيرو.

## وصلات خارجية
- ماجالي سولير على موقع IMDb (الإنجليزية)
- ماجالي سولير على موقع قاعدة بيانات الأفلام العربية
- ماجالي سولير على موقع ألو سيني (الفرنسية)
- ماجالي سولير على موقع ميوزك برينز (الإنجليزية)
- ماجالي سولير على موقع ميوزك برينز (الإنجليزية)
- ماجالي سولير على موقع أول موفي (الإنجليزية)
- ماجالي سولير على موقع قاعدة بيانات الأفلام السويدية (السويدية)
- ماجالي سولير على موقع ديسكوغز (الإنجليزية)
- ماجالي سولير على موقع قاعدة بيانات الفيلم (الإنجليزية)
- ماجالي سولير على موقع كينوبويسك (الروسية)